# 2812 Скальтріті
2812 Скальтріті (2812 Scaltriti) — астероїд головного поясу, відкритий 30 березня 1981 року.
Тіссеранів параметр щодо Юпітера — 3,633.